# The Great Gig in the Sky
The Great Gig in the Sky is een oorspronkelijk uit 1973 daterend muziekstuk van de Engelse rockband Pink Floyd. Het is het vijfde nummer op het album The Dark Side of the Moon.

## Instrumentaal

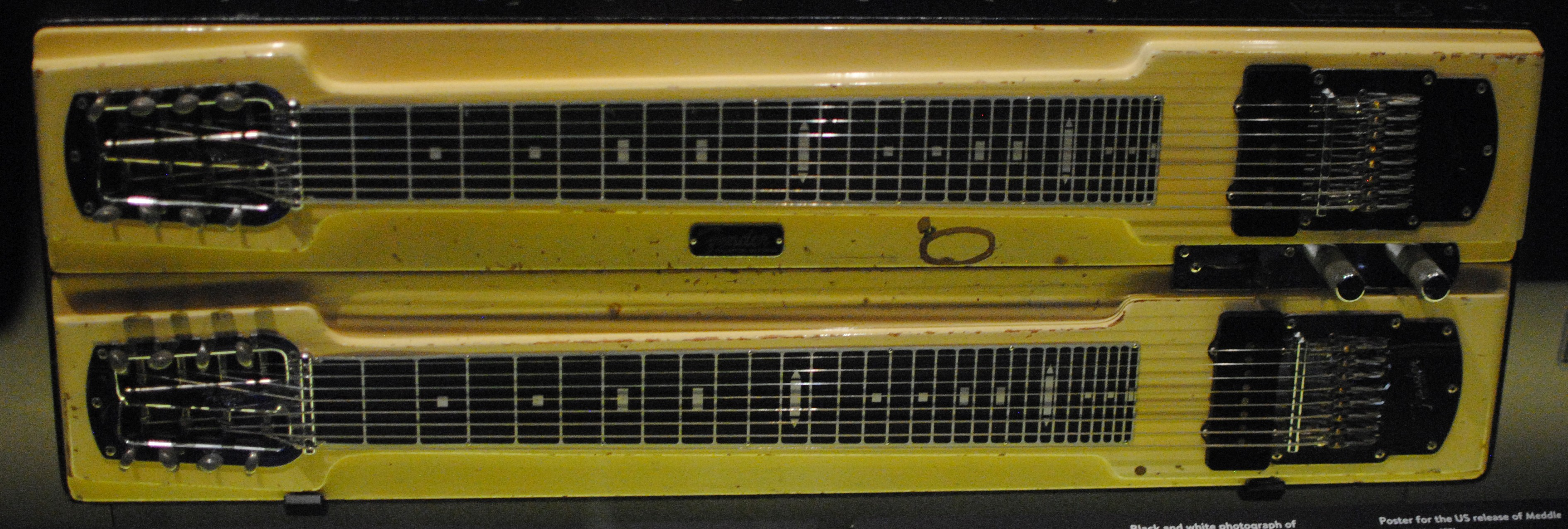
Fender 'Duo 1000'

Het muziekstuk is een instrumentale compositie van Richard Wright met een bepalende vocale inbreng van zangeres Clare Torry. Torry zingt geen tekst, maar gebruikt haar stem als een muziekinstrument. Karakteristiek is ook het pianowerk van Richard Wright aan het begin en het einde van het nummer. The Great Gig in the Sky gaat over de dood; aan het begin hoor je een mannelijke stem zeggen: 
And I am not frightened of dying.

Any time will do;

I don't mind.

Why should I be frightened of dying?

There's no reason for it—you've gotta go sometime.

## Clare Torry
De zangeres kreeg voor haar inbreng slechts 30 pond, een normaal bedrag voor iemand die je inhuurt voor een middagje studiowerk. In 2005 spande Torry een rechtszaak aan tegen de band en de platenmaatschappij, omdat zij erkend wilde worden als medeauteur van het nummer. Het Hof volgde de redenering en er kwam een gerechtelijke schikking, waarvan de details niet openbaar zijn gemaakt. In het boekje, dat bij de dvd Pulse uitgegeven werd, wordt Torry vermeld als co-auteur van het stuk.
Deelnemende muzikanten:
- Richard Wright - piano, hammondorgel
- David Gilmour - steelgitaar
- Roger Waters - bas
- Nick Mason  - drums, percussie
- Clare Torry - zang

## NPO Radio 2 Top 2000
| Nummer met noteringen in de NPO Radio 2 Top 2000 | '07 | '08  | '09 | '10 | '11 | '12 | '13 | '14 | '15 | '16 | '17 | '18 | '19 | '20 | '21 | '22 | '23 | '24 |
| ------------------------------------------------ | --- | ---- | --- | --- | --- | --- | --- | --- | --- | --- | --- | --- | --- | --- | --- | --- | --- | --- |
| The Great Gig in the Sky                         | 647 | 1925 | 355 | 370 | 360 | 312 | 252 | 286 | 307 | 403 | 408 | 444 | 456 | 561 | 547 | 503 | 426 | 416 |

1. ↑  Een vetgedrukt getal geeft de hoogste notering aan.
2. ↑  2007 was het eerste jaar met een notering voor dit nummer.

Speak to Me ·
Breathe ·
On the Run ·
Time ·
The Great Gig in the Sky ·
Money ·
Us and Them ·
Any Colour You Like ·
Brain Damage ·
Eclipse